# Барон Корнуоллис

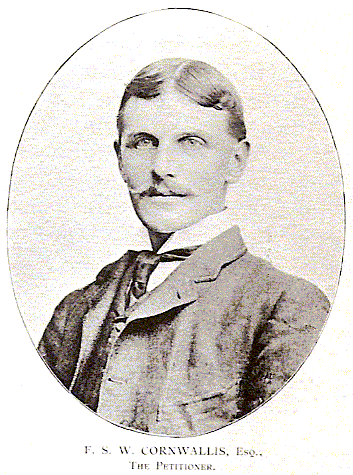
Файнс Стэнли Уайкхем Корнуоллис, 1-й барон Корнуоллис (1864—1935)

Барон Корнуоллис — аристократический титул, созданный дважды в британской истории (1661 год — Пэрство Англии, 1927 год — Пэрство Соединённого королевства). 20 апреля 1661 года титул барона Корнуоллиса из Ая в графства Саффолк был создан для сэра Фредерика Корнуоллиса, 1-го баронета (1610—1662). Носители первого баронского титула позднее стали графа и маркизами Корнуоллисами. В 1852 году после смерти Джеймса Манна, 5-го графа Корнуоллиса (1778—1852), титулы графа Корнуоллиса, виконта Брома, барона Корнуоллиса и баронета Корнуоллиса прервались.
Вторично баронский титул был восстановлен в системе Пэрства Соединённого королевства 31 января 1927 года для консервативного политика Файнса Корнуоллиса (1864—1935), который получил титул барона Корнуоллиса из Линтона в графстве Кент. Ранее он представлял Мейдстон в Палате общин Великобритании (1888—1895, 1898—1900) и занимал пост председателя Совета графства Кент (1910—1930). Он был сыном майора Файнса Корнуоллиса (1831—1867), который родился как Файнс Уайкхем-Мартин и в 1859 году по королевской лицензии принял новую фамилию «Корнуоллис». Файнс Уайкхем-Мартин был сыном Чарльза Уайкхема-Мартина (1801—1870) и леди Джемаймы Изабеллы (ум. 1836), дочери Джеймса Манна, 5-го графа Корнуоллиса.
Второй сын первого барона, Уайкхем Стэнли Корнуоллис, 2-й барон Корнуоллис (1892—1982), также был председателем Совета графства Кент (1935—1936) и лордом-лейтенантом графства Кент (1944—1972). По состоянию на 2024 год носителем титула являлся внук последнего, Файнс Уайкхем Джереми Корнуоллис, 4-й барон Корнуоллис (род. 1946), который стал преемником своего отца в марте 2010 года. Его жена Сара (род. 1949), служил в качестве заместителя лейтенанта Петра и Кинросса.

## Бароны Корнуоллис, первая креация (1661)
См. Граф Корнуоллис

## Бароны Корнуоллисс, вторая креация (1927)
- 1927—1935: Полковник Файнс Стэнли Уайкхем Корнуоллис, 1-й барон Корнуоллис (27 мая 1864 — 26 сентября 1935), старший сын майора Файнса Корнуоллиса (1831—1867)[1];
- 1935—1982: Полковник Уайкхем Стэнли Корнуоллис, 2-й барон Корнуоллис (14 марта 1892 — 4 января 1982), второй сын предыдущего[2];
- 1982—2010: Файнс Нил Уайкхем Корнуоллис, 3-й барон Корнуоллис (29 июня 1921 — 5 марта 2010), единственный сын предыдущего[3];
- 2010 — настоящее время: Файнс Уайкхем Джереми Корнуоллис, 4-й барон Корнуоллис (род. 25 мая 1946), единственный сын предыдущего от первого брака[4];
  - Наследник титула: достопочтенный Файнс Александр Уайкхем Мартин Корнваллис (род. 25 ноября 1987), единственный сын предыдущего[5].